# بلبل گوش‌رگه‌ای
بلبل گوش رگه‌ای (نام علمی: Pycnonotus conradi) عضوی از تیرهٔ بلبلان از پرندگان گنجشک‌سان است. از تایلند و شمال و مرکز شبه جزیره مالایی تا جنوب هندوچین یافت می‌شود. زیستگاه طبیعی آن جنگل‌های جلگه‌ای نمناک نیمه‌گرمسیری یا گرمسیری است.
بلبل گوش‌رگه‌ای در اصل در سردهٔ بوبرهای ریش‌دار توصیف شد. تا سال ۲۰۱۶، بلبل گوش‌رگه‌ای با بلبل بلانفورد هم‌گونه در نظر گرفته می‌شد، در حالی که هنوز از نام «بلبل گوش‌رگه‌ای» (به عنوان Pycnonotus blanfordi) استفاده می‌شد.
میوه خوار است.